# Narząd krytyczny
Narząd krytyczny — pojęcie używane w dozymetrii oznaczające narząd szczególnie wrażliwy na promieniowanie danego rodzaju, zewnętrzne lub wewnętrzne w stosunku do organizmu. Jego koncepcja stanowi jedną z metod wyznaczania możliwych do otrzymania przez człowieka dawek promieniowania jonizującego czy dopuszczalnych limitów nagromadzenia się izotopów promieniotwórczych w ciele.
Przy napromienianiu zewnętrznym narządami krytycznymi są zwykle soczewki oczu (wrażliwa na neutrony), szpik kostny i gonady. Przy napromienianiu wewnętrznym, organy selektywnie kumulujące dany izotop promieniotwórczy.